# Мујо Сочица
Ристо Сочица, познатији као Мујо Л. Сочица био је  црногорски и српски правник и политичар са подручја Старе Херцеговине. Син је Лазара Сочице, познатог црногорског војводе и поглавара племена Пива.
У Другом балканском рату Ристо Сочица, предводећи Пивски батаљон, у саставу црногорске дивизије, учествовао је, 1913. године,  у познатој Брегалничкој бици,   која је, уједно, и била највећа битка у рату. После Подгоричке скупштине 1918. и уједињења Црне Горе са Краљевином Србијом, Мујо Сочица је постављен за начелника Никшићког округа новоформиране покрајине Црне Горе (касније Зете), у саставу Краљевства Срба, Хрвата и Словенаца. 1932. изабран је за сенатора Краљевине Југославије. Између 1934. и 1936. године Мујо Сочица служио је као зетски бан.